# Plectris pentaphylla
Plectris pentaphylla är en skalbaggsart som beskrevs av Moser 1918. Plectris pentaphylla ingår i släktet Plectris och familjen Melolonthidae. Inga underarter finns listade i Catalogue of Life.